# رود اودیا
رود اودیا (انگلیسی: Udya) یک رودخانه در استان یاقوتستان کشور روسیه است.